# Bockschein
Bockschein ist ein umgangssprachlicher Ausdruck für das amtsärztliche Gesundheitszeugnis, das Personen mit häufig wechselndem Geschlechtsverkehr (frühere amtsdeutsche Bezeichnung für Prostituierte) vielerorts bis etwa zum Jahr 2000 in Deutschland regelmäßig vorweisen mussten. Die Bezeichnung ergab sich aus dem Bock, dem gynäkologischen Untersuchungsstuhl, auf den sich die Probandinnen zwecks Anfertigung des erforderlichen Vaginalabstrichs begeben mussten.
In Österreich ist der Ausdruck nicht gebräuchlich; stattdessen wird umgangssprachlich die Bezeichnung Deckel verwendet.

## Rechtsgrundlage
Die Ermächtigungsgrundlage für den Bockschein wurde aus dem Gesetz zur Bekämpfung der Geschlechtskrankheiten (GeschlKrG) vom 23. Juli 1953 abgeleitet, das die Gesundheitsämter ermächtigte, zum Zweck der Bekämpfung sexuell übertragbarer Erkrankungen die Grundrechte auf körperliche Unversehrtheit und Freiheit der Person einzuschränken. Da die Ausführungsbestimmungen des Gesetzes bei den Bundesländern lagen, gab es je nach Land unterschiedliche Vorschriften über die Durchführung der Untersuchungen, die meist zweiwöchentlich oder monatlich zu erfolgen hatten. Einige Bundesländer ermächtigten auch die einzelnen Gesundheitsämter zu selbstverantwortlichen Regelungen, so dass in manchen Kommunen die Zwangsuntersuchungen bereits in den 1980er Jahren abgeschafft wurden.

## Abschaffung in Deutschland
Am 1. Januar 2001 trat das Gesetz zur Bekämpfung der Geschlechtskrankheiten außer Kraft und wurde durch das Infektionsschutzgesetz (IfSG) ersetzt, das in Bezug auf die Bekämpfung von Infektionskrankheiten statt behördlicher Kontrolle und Zwangsmaßnahmen auf freiwillig wahrzunehmende Hilfsangebote der Gesundheitsämter setzt. Bedingt durch diese Gesetzesänderung war keine Ermächtigungsgrundlage für die verpflichtenden Gesundheitsuntersuchungen von Prostituierten mehr vorhanden, so dass diese bundesweit abgeschafft werden mussten. Als letzte Bundesländer setzten Baden-Württemberg, Bayern und Sachsen im Jahr 2001 ihre landeseinheitlichen Vorschriften außer Kraft. Kurz nach Abschaffung des Bockscheins führte Bayern in seiner Verordnung zur Verhütung übertragbarer Krankheiten mit Wirkung zum 16. Mai 2001 einen Kondomzwang für weibliche wie männliche Prostituierte und deren Freier ein.

## Prostituierte und sexuell übertragbare Krankheiten
Statistische Erhebungen hatten ergeben, dass „Prostituierte mit professionellen Verhaltensweisen“ entgegen einer weit verbreiteten Meinung nicht häufiger unter sexuell übertragbaren Krankheiten leiden als der Schnitt der Bevölkerung. Durch die mit dem Wechsel vom GschlKrG zum IfSG abgeschafften vorgeschriebenen Routineuntersuchungen wurde „der Erfahrung Rechnung getragen, dass die Hauptgefahr einer Infektion nicht von den etablierten und durch Routineuntersuchungen zu erfassenden Prostituierten ausgeht, sondern von drogenabhängigen Frauen und Migrantinnen aus Hochrisikoländern, die sich staatlichen Kontrollversuchen weitgehend entziehen.“

## Österreich
Nach dem Geschlechtskrankheitengesetz von 1945 und seinen Ausführungsbestimmungen besteht in Österreich für Prostituierte die Pflicht zu einer wöchentlichen Gesundheitsuntersuchung. Dieses Gesundheitszeugnis wird amtlich Kontrollkarte und umgangssprachlich „Deckel“ genannt. Das AIDS-Gesetz von 1986 schreibt darüber hinaus regelmäßige Untersuchungen auf HIV im Abstand von längstens drei Monaten vor. Untersuchungen zeigen, dass Prostituierte mit Kontrollkarte gesünder sind als Geheimprostituierte. Die verpflichtende Durchführung einer Kontrolluntersuchung ist daher in Österreich ein verbreitetes Argument für die Legalisierung der Prostitution.